# Didier Groffier
Didier Groffier, né à Liège le 15 avril 1912 et décédé à Bruxelles en décembre 1979, est un peintre belge, membre du Cercle d'art de Schaerbeek et du groupe Évolution, d'Anderlecht.
Ses parents, Charles Groffier, docteur en sciences, chimiste à l'État, et assistant au laboratoire d'analyses de l'État à Gembloux, puis directeur de la station de chimie de Gembloux, né à Vosne-Romanée, en Côte-d'Or, et Jeanne Marie Françoise Danhieux, née à Schaerbeek, s'étaient mariés à Schaerbeek en 1907. Ils y divorcèrent en 1923 alors que Didier sortait à peine de l'enfance.
Didier Groffier est le frère du poète et écrivain orientalisant Jean Groffier (1908 - 1989).
L'œuvre picturale de Didier Groffier, consiste principalement en paysages et marines luministes. Le nu féminin est parfois traité avec délicatesse.
La nature et le paysage de la Corse lui ont inspiré de nombreuses œuvres.

## Source
- Paul Piron, Dictionnaire des artistes plasticiens de Belgique des XIXe et XXe siècles, 2003, tome I, p. 661.